# 兖州都督府
兖州都督府，中国唐朝时设置的都督府，属于中都督府，治所在兖州（今山东省济宁市兖州区）。
隋末，瓦岗军李密以兖州、沂州设置兖州总管府，宇文化及攻克后废除。唐高祖武德二年（619年），徐圆朗归唐，被任命为兖州总管。徐圆朗投降窦建德后废除，王世充又恢复。武德四年（621年），唐灭王世充，徐圆朗归唐，兖州总管府下辖兖州、沂州、麟州、金州、昌州五州。武德五年（622年），徐圆朗归附刘黑闼，徐圆朗设置兖州道大行台，下辖兖州、沂州、麟州、金州、郓州、范州、寿州、济州、杞州、陈州、曹州、戴州、濮州、徐州、鄫州、泗州、仁州、邳州、北谯州十九州。次年，唐平徐圆朗，废除兖州道大行台。
唐太宗贞观十四年（640年）以兖州、沂州、戴州设置兖州都督府。贞观十七年（643年）戴州废除。武周万岁通天二年（697年），隶属于营州都督府的黎州、师州、鲜州、带州、崇州、瑞州、玄州、夷宾州、慎州、昌州、信州等十一羁縻州侨治山东，隶兖州都督府。唐中宗神龙元年（705年）十一羁縻州移治河北，重新隶属于营州都督府。唐玄宗天宝年间，兖州都督府改称鲁郡都督府。安史之乱後，兖郓节度使（759年—762年）、兖海都团练观察使（820年—822年）、兖海节度使（822年—834年、851年—876年）、兖海观察使（834年—851年）、泰宁军节度使的本官都是兖州都督。